# Freiberg (Sajonia)
Freiberg (pronunciación en alemán: /ˈfʁaɪ̯ˌbɛʁk/ (escucharⓘ)) es una ciudad en Sajonia, Alemania, capital del distrito de Freiberg. Población 40.268 habitantes (2013). 
La ciudad fue fundada en 1186 y ha sido un centro de la industria de explotación minera durante siglos. Un símbolo de esta historia es la Universidad de Freiberg, especializada en minería, creada en 1765. Se trata de la universidad de metalurgia y minas más antigua del mundo.

## Personas Notables de Freiberg
- Günter Bartusch (1943-1971), piloto de motos.

- August Bebel (1840-1913), político.
- Fritz Bleyl (1880-1966), arquitecto, pintor del expresionismo.
- Günter Blobel (nacido en 1936), biólogo, premio Nobel, patrocinador de la reconstrucción de edificios neohistóricos en Sajonia.
- Kwasi Boakye (1827-1904), de Ashanti, ingeniero de minas holandés, estudiante en Freiberg (también: Boachi).
- Rolf Emmrich (1910-1974), internista y profesor universitario.
- Teodorico de Freiberg (c. 1250 – c. 1311), teólogo, filósofo y físico que dio una explicación precisa del arco iris.
- Johann Friedrich August Breithaupt (1791-1873), mineralogista.
- Leopold von Buch (1774-1853), geólogo.
- Hans Carl von Carlowitz (1645-1714), jefe sajón de Oberberg.
- Christoph Demantius (1567-1643), compositor.
- Johann Wolfgang von Goethe (1749-1832), científico natural, escritor y estadista.
- Alexander von Humboldt (1769-1859), naturalista y explorador.
- Friedrich Robert Helmert (1843-1917), topógrafo, matemático, la transformación de Helmert lleva su nombre, se le atribuye la distribución chi-cuadrado.
- Herbert Jobst (1915-1990), escritor.
- Edward Johnson (1840-1903), historiador local y editor de la Vogtländische Gazette.
- Helmut Kirchberg (1906-1983), científico minero.
- Theodor Körner (autor) (1791-1813), poeta, luchador por la libertad.
- Wilhelm August Lampadius (1772-1842), metalúrgico, químico.
- Friedrich Mohs (1773-1839), mineralogista, creador de la Mohssche Härteskala.
- Carl Friedrich Naumann (1797-1873), geólogo.
- Novalis (1772-1801), poeta.
- Max Roscher (1888-1940), político, diputado del Reichstag.
- Bernd Schröder (nacido en 1942), entrenador de fútbol.
- Clara Schumann (1819-1896), pianista.
- Gottfried Silbermann (1683-1753), constructores de órganos.
- Alfred Wilhelm Stelzner (1840-1895), geólogo.
- Christian Heinrich Spiess (1755-1799), actor, dramaturgo y autor, cofundador de la novela gótica.
- Emil von Sydow (1812-1873), oficial, geógrafo y cartógrafo.
- André Tanneberger (nacido en 1973), conocido como ATB, DJ de trance.
- Jakob Ullmann (nacido en 1958), compositor y profesor universitario.
- Robert Volkmann (1815-1883), compositor.
- Christian Leopold von Buch (1774-1853), geólogo.
- Bernhard von Cotta (1808-1879), geólogo.
- Kunz von Kaufungen (1410-1455), secuestrador de los príncipes sajones Albrecht y Ernst, ejecutado en Freiberg.
- Eberhard Wächtler (1929-2010), historiador económico.
- Julius Weisbach (1806-1871), matemático e ingeniero.
- Abraham Gottlob Werner (1749-1817), cofundador de la geociencia moderna.
- Jacob Benjamin Wiesner Heckerin (1758–1842), metalúrgico, expandió las prácticas mineras a América Latina, partidario económico de la independencia colombiana.
- Clemens Winkler (1838-1904), químico, descubridor del germanio.
- Johann Heinrich Zedler (1706-1751), librero y editor.
- Gustav Zeuner (1828-1907), ingeniero.